# RaiNet
RaiNet S.p.A. è stata una società del gruppo Rai fondata il 23 giugno del 1999 e chiusa nel 2014, che realizzava e gestiva i portali web dal dominio rai.it e rai.tv.

## Descrizione
Era incaricata di sviluppare e gestire l'offerta web del gruppo per rendere accessibili anche su Internet i contenuti prodotti dai canali, testate giornalistiche e programmi.

### Siti curati
RaiNet curava il portale Rai.it e circa 400 siti per le reti televisive, i canali radiofonici e le principali testate giornalistiche.

### Portale video
Dal febbraio 2009 realizzava e implementava anche il portale di contenuti on demand Rai.tv (ora RaiPlay, gestito da Rai stessa).

### Streaming per dispositivi mobili
Curava anche la declinazione di canali e contenuti televisivi e audiovisivi Rai sulle piattaforme mobili attraverso l'applicazione Rai.tv.

### Canale YouTube
Ha gestito dal giugno 2008 fino al giugno 2014 il canale Rai su YouTube.

## Loghi

2000-2010
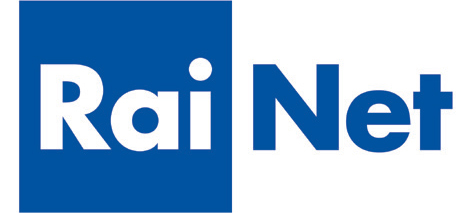
18 maggio 2010 - 2014